# 腓特烈港 (丹麦)
腓特烈港（丹麥語：Frederikshavn）是丹麦北日德兰大区腓特烈港市鎮的一个小城镇，位于日德兰半岛北海岸线上，是丹麦通往挪威和瑞典渡轮的重要港口。2009年1月1日人口为23,511人。

## 历史
腓特烈港最初的名字为“Fladstrand”，意为“平坦的海滩”。1818年变为商业城市，以国王腓特烈六世的名字命名。
腓特烈港位于波罗的海入口，地理位置优越，曾经是一个重要的海军基地。如今保留下来的军事设施是建于1688年的炮塔，以及北入口。

## 港口

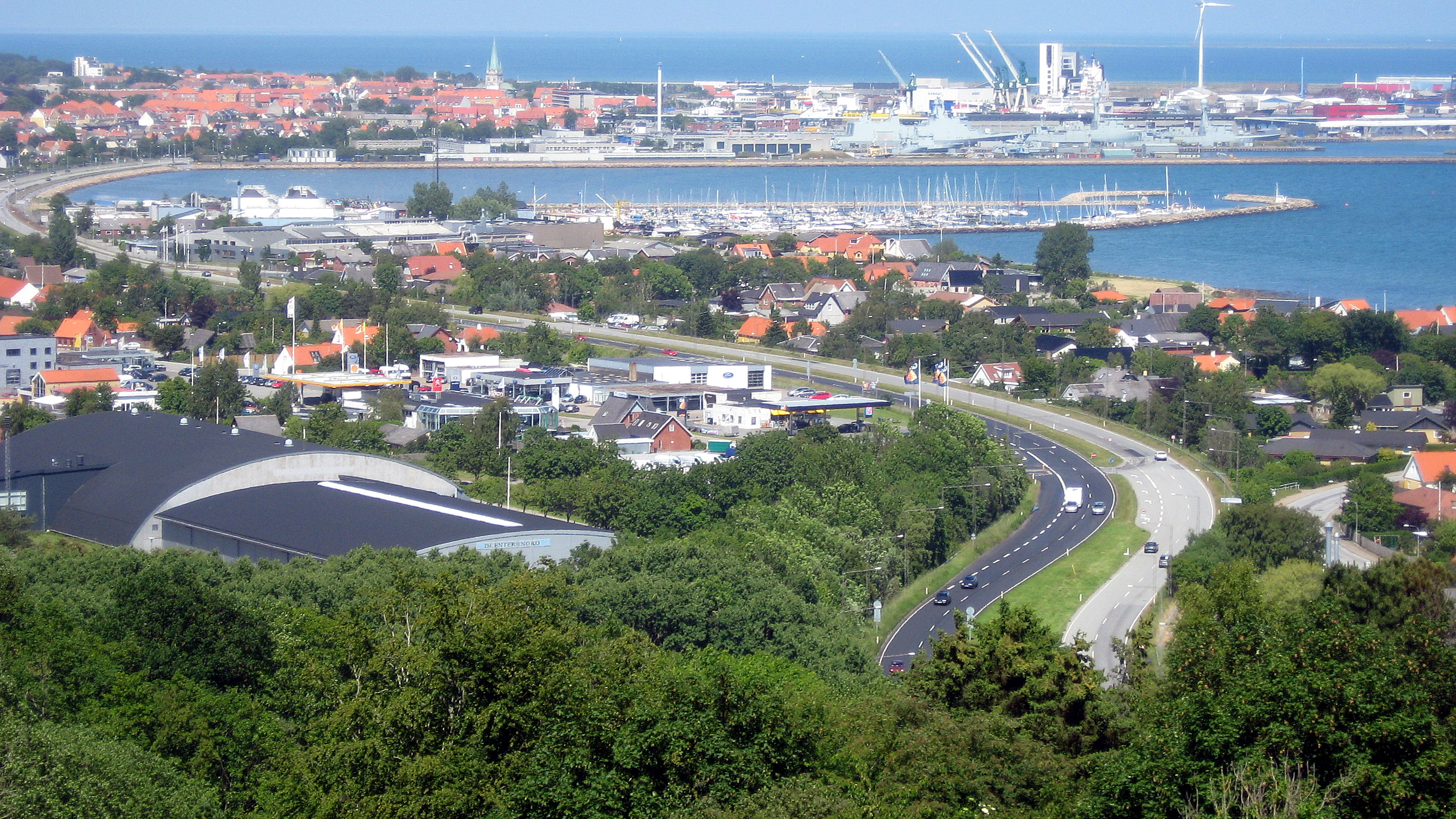
腓特烈港景色

腓特烈港有众多港口，分为不同用途，有些是商业港口，有些是停放游艇和钓鱼的港口。
腓特烈港通过渡轮可以到达挪威的奥斯陆和拉尔维克，瑞典的哥德堡和莱瑟。

## 友好城市
腓特烈港与以下城市结为友好城市。
- 瑞典博伦厄
- 德国不来梅
- 格陵兰腓特烈斯霍布
- 挪威拉尔维克
- 英格兰北泰恩赛德
- 拉脱维亚里加
- 芬兰罗瓦涅米
- 冰岛韦斯特曼纳埃亚尔